# پل دبلیو. مریل
پُل ویلارد مِریل (انگلیسی: Paul Willard Merrill؛ ۱۵ اوت ۱۸۸۷ م. – ۱۹ ژوئیه ۱۹۶۱ م) یک ستاره‌شناسِ متخصص در طیف‌سنجی اهل ایالات متحده آمریکا بود. تعریف ستارگان کلاس اس (کلاس S) در رده‌بندی ستارگان برای نخستین‌بار توسط وی در سال ۱۹۲۲ میلادی انجام شد.
او دکترای خود را در ۱۹۱۳ میلادی از دانشگاه کالیفرنیا دریافت کرد. بخش عمده‌ای از کارهای پژوهشی خود را در رصدخانه مونت ویلسون، که در ۱۹۵۲ میلادی از آنجا بازنشسته شد؛ انجام داد. وی به مطالعه و بررسی محیط میان‌ستاره‌ای و ستاره متغیر پرداخت.
در سال ۱۹۴۵ میلادی آکادمی ملی علوم نشان هنری دراپر را به وی اهداء کرد و از سال ۱۹۵۸ میلادی به عضویت فرهنگستان هنر و علوم آمریکا پذیرفته شد.
دهانه مریل در روی ماه در بزرگداشت او، پس‌از مرگش نام‌گذاری شد.